# Deserto del Kaokoveld
Il deserto del Kaokoveld, o del Kaoko, è un deserto dell'Africa che si estende a nord del deserto del Namib, tra Namibia e Angola. La frontiera con questo deserto viene generalmente stabilita lungo il fiume Uniab, ma altre volte viene considerato come parte settentrionale dello stesso Namib. Costituisce un'ecoregione dell'ecozona afrotropicale, definita dal WWF (codice ecoregione: AT1310). Questa ecoregione forma parte della regione denominata deserti di Namib, Karoo e Kaokoveld, inclusa nella lista Global 200.

## Territorio
È un'ecoregione di deserto che occupa una superficie di 45.700 km² lungo la costa del nord della Namibia e del sud dell'Angola. Occupa una fascia di circa 100 km di larghezza tra i 13 e i 21º S, dalla costa dell'oceano Atlantico fino alla Grande Scarpata, dove hanno inizio gli altopiani interni dell'Africa australe.
Confina a nord con i boschi di miombo angolani, a est con la savana alberata della Namibia e a sud con il deserto del Namib.
Il deserto del Kaokoland riceve meno di 100 mm di precipitazioni all'anno, di cui oltre il 60% sotto forma di tempeste tra ottobre e marzo.

## Flora

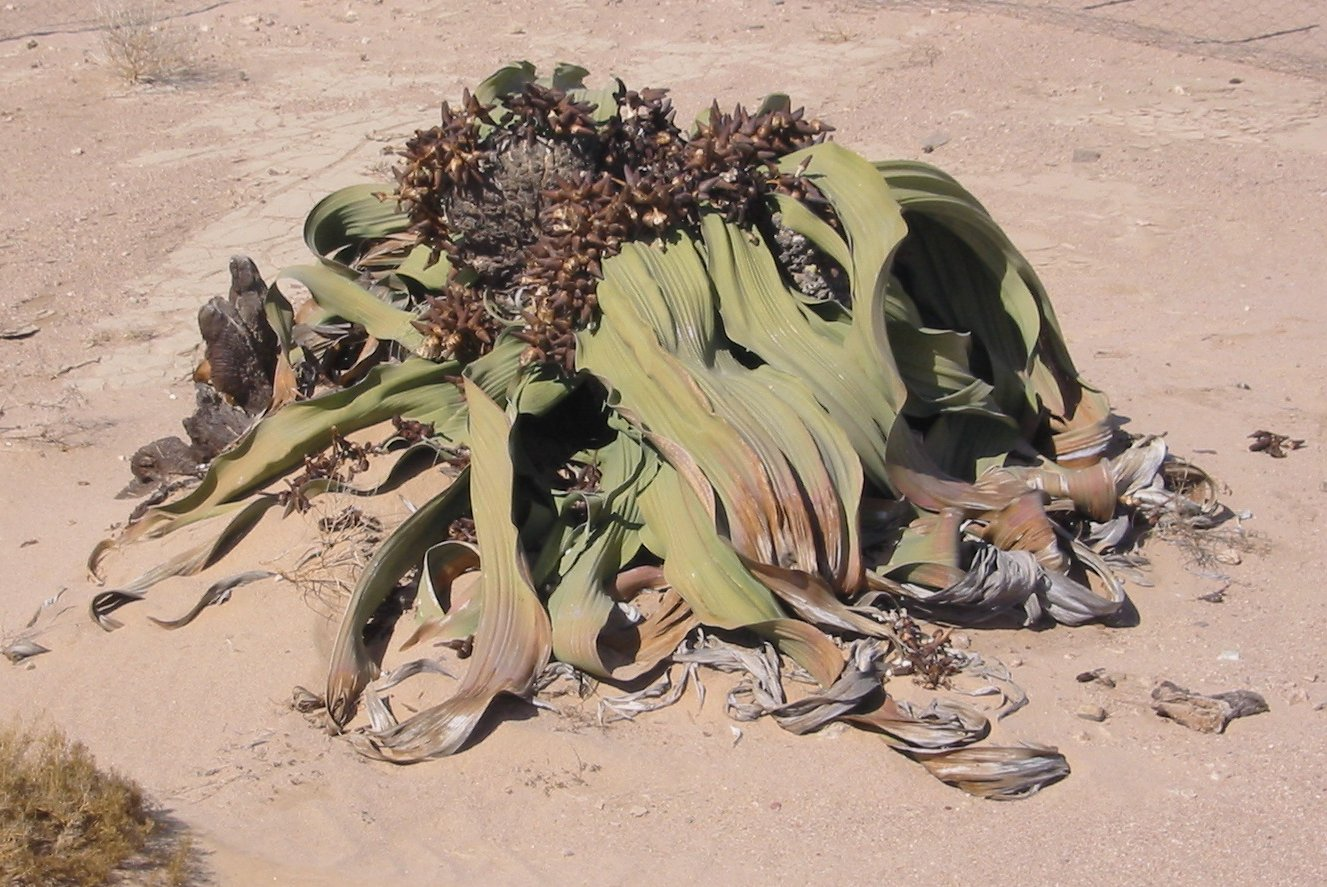
Welwitschia mirabilis

La maggior parte dell'ecoregione è formata da distese di dune prive di vegetazione.
Nel sud si incontrano esemplari isolati della salsola Salsola nollothensis, di Ectadium virgatum, della convolvulacea Merremia multisecta e della fabacea Indigofera cunenensis. Intorno alle dune vi sono praterie sparse di Stipagrostis ed Eragrostis. Verso est abbonda la graminacea Kaokochloa nigrirostris.
La parte settentrionale dell'ecoregione presenta meno vegetazione. Spicca l'arbusto spinoso cucurbitaceo chiamato nara (Acanthosicyos horridus), che trattiene la sabbia e crea monticelli alti fino a due metri.
Lungo la costa, vi sono grandi distese di deserto sassoso dove l'unica forma di vegetazione è costituita da licheni.
Nelle distese salate crescono piante alofile: tra le tante, Salsola zeyheri, Sesuvium spp., Suaeda vermiculata, Blysmus rufus e Centropodia forsskalii.
Sui substrati rocciosi crescono succulente come Lithops ruschiorum, Sarcocaulon mossamedense e Othonna lasiocarpa.
Nelle zone più umide, come i letti dei fiumi dal corso intermittente, vi è una maggiore diversità di piante, come le succulente dei generi Salsola e Zygophyllum, e altre piante come Faidherbia albida, Balanites angolensis, Colophospermum mopane, Maerua schinzii, Odyssea paucinervis, Phragmites australis, Typha latifolia, Neoscirpus dioicus, Blysmus rufus e Cyperus laevigatus.
Tuttavia la pianta più caratteristica di questo deserto è Welwitschia mirabilis, una delle piante più rare del mondo, endemica di questa ecoregione. Altre piante endemiche sono Kaokochloa, Barleria solitaria, Indigofera cunenensis, Merremia multisecta e Stipagrostis ramulosa.

## Fauna
Tra gli animali che si avventurano nel deserto spiccano l'elefante (Loxodonta africana), il rinoceronte nero (Diceros bicornis) e la giraffa (Giraffa giraffa). Sono presenti anche la zebra di Hartmann (Equus zebra hartmannae), il kudù maggiore (Tragelaphus strepsiceros), lo springbok (Antidorcas marsupialis), l'orice del Capo (Oryx gazella), il dik-dik di Kirk (Madoqua kirkii), l'impala (Aepyceros melampus petersi), il leone (Panthera leo), il ghepardo (Acinonyx jubatus), l'otocione (Otocyon megalotis), la volpe del Capo (Vulpes chama), la iena bruna (Hyaena brunnea) e lo sciacallo dalla gualdrappa (Canis mesomelas). Tre specie proprie di questo deserto sono la mangusta del Kaokoveld (Herpestes flavescens), il gerbillo Gerbillurus setzeri e il pipistrello Cistugo seabrae.
Nell'ecoregione abitano 229 specie di uccelli, per gran parte relegati nelle zone più umide. Tra le meglio adattate alla vita nel deserto figurano l'allodola di Gray (Ammomanopsis grayi), l'otarda di Rüppell (Eupodotis rueppelii) e l'allodola beccolungo del Benguela (Certhilauda benguelensis). Endemica è l'estrilda Cenerentola (Estrilda thomensis), che si incontra solamente nella valle del Cunene.
Delle 63 specie di rettili registrate nell'ecoregione, otto sono endemiche: due lucertole, tre gechi e tre scinchi. Tra esse spiccano Pedioplanis benguellensis, una lucertola molto veloce, e Pachydactylus vanzyli, un geco di medie dimensioni con grande testa ed occhi enormi.
Due delle nove specie di ragni presenti nel deserto del Kaokoland sono endemiche, e presentano specializzazioni che permettono loro di sopravvivere nelle dune. Anche due delle quattro specie di solifugi e tre delle tredici di scorpioni sono endemiche. Il solifugo Ceroma inerme si alimenta nella zona intertidale.

## Conservazione
Il parco nazionale della Skeleton Coast corre per 500 km lungo la costa della Namibia ed è la principale area protetta della regione, assieme ad altre zone più piccole situate nell'interno. In passato gran parte dell'area ricadeva entro i confini della riserva di caccia 2, quella che, nel 1967, notevolmente ridotta di dimensioni, è divenuta il parco nazionale d'Etosha, con un conseguente aumento del bracconaggio e del più recente uso irresponsabile di veicoli fuoristrada nel dune bashing, la corsa sulle dune. Una zona di dune di sabbia è presente entro i confini del parco nazionale di Iona in Angola.